# Winslow (Arkansas)
Winslow é uma cidade localizada no estado americano de Arkansas, no Condado de Washington.

## Demografia
Segundo o censo americano de 2000, a sua população era de 399 habitantes.
Em 2006, foi estimada uma população de 391, um decréscimo de 8 (-2.0%).

## Geografia
De acordo com o United States Census Bureau, a localidade tem uma área de 4,9 km², sem área coberta por água. Winslow localiza-se a aproximadamente 604 m acima do nível do mar.

## Localidades na vizinhança
O diagrama seguinte representa as localidades num raio de 32 km ao redor de Winslow.